# Quercy (rund)
De Quercy is een vleestypisch rundveeras en een van de rassen die in 1963 zijn opgegaan in het stamboek voor de Blonde d'Aquitaine. Het is een van de drie onderassen die in de zuidwest Franse regio Aquitanië zijn ontstaan uit dieren die tijdens de 6e eeuw na Christus met stammen uit centraal europa naar deze regio zijn gekomen. Net als veel andere runderrassen is de naam gebaseerd op de regio waar het ras is ontstaan in het geval van de Quercy is dat dus Quercy een streek in de huidige departementen Lot en Tarn-et-Garonne. Het Quercyrund is in 1920 ontstaan als gevolg van een splitsing door kwekers uit de gelijknamige regio van het stamboek Garonnaise. De basis van de Quercy vormde Garonnaise de Coteaux. Om het nieuwe ras te onderscheiden van de Garonnaise werd veelvuldig aan kruising gedaan met het ras Limousin.